# Donji Morinj
Donji Morinj (srbsky Доњи Морињ), nebo často též pouze Morinj, je vesnice a přímořské letovisko v Černé Hoře. Je součástí opčiny města Kotor. V roce 2003 zde žilo celkem 261 obyvatel.
Sousedními letovisky jsou Kostanjica a Lipci.